# Edward Payson Van Duzee
Edward Payson Van Duzee (1861-1940) est un entomologiste américain connu pour son travail sur les hémiptères.

## Publications

### 1889
- Van Duzee E.P., 1889. List of Hemiptera taken in the Adirondack Mountains. The Canadian Entomologist.

### 1892
- Van Duzee E.P., 1892. A synoptical arrangement of the genera of the North American Jassidae, with descriptions of some new species. Transactions of the American Entomological Society …
- Van Duzee E.P., 1892. New North American Homoptera. No. IV. The Canadian Entomologist.
- Van Duzee E.P., 1892. New North American Homoptera.—No. V. The Canadian Entomologist.
- Van Duzee E.P., 1892. The North American Jassidae allied to Thamnotettix. Psyche: A Journal of Entomology.
- Van Duzee E.P., 1892. A revision of the North American species of Phlepsius. Transactions of the American Entomological Society …

### 1894
- Van Duzee E.P., 1894. A catalogue of the described Jassoidea of North America. Transactions of the American Entomological Society …

### 1916
- Van Duzee E.P., 1916. Check list of the Hemiptera (excepting the Aphididœ, Aleurodidœ and Coccidœ) of America, north of Mexico. New York Entomological Society.
- Van Duzee E.P., 1916. Synoptical keys to the genera of the North American Miridae. University of California Press.
- Van Duzee E.P., 1916. Notes on some Hemiptera taken near Lake Tahoe, California. University of California Press.
- Van Duzee E.P., 1916. Monograph of the North American species of Orthotylus (Hemiptera). The Academy.
- Van Duzee E.P., 1916. Suborder Homoptera Latr. 1810. Section Auchenorhyncha A. & S. 1843. Check list of Hemiptera (excepting the Aphididae …).
- Van Duzee E.P., 1916. New or little known genera and species of Orthotylini (Hemiptera).

### 1917
- Van Duzee E.P., Giffard W.M., 1917. Report Upon a Collection of Hemiptera Made by Walter M. Giffard in 1916 and 1917: Chiefly in California. The Academy.